# Leiostomus xanthurus
O Leiostomus xanthurus é uma espécie de peixe pequeno de água salgada de vida curta da família Sciaenidae. A espécie habita estuários e águas costeiras de Massachusetts ao Texas, e seu nome deriva da proeminente mancha escura atrás de cada brânquia. É a única espécie do gênero Leiostomus. Ele é frequentemente capturado por pescadores e é bom para comer.

## Taxonomia
O Leiostomus xanthurus foi descrito formalmente pela primeira vez em 1802 pelo naturalista francês Bernard Germain de Lacépède, com sua localidade-tipo indicada como Carolina. Lacépède nomeou essa nova espécie em um novo gênero monoespecífico, Leiostomus. Esse gênero foi colocado na subfamília Sciaeninae por alguns pesquisadores, mas a 5ª edição da Fishes of the World não reconhece subfamílias dentro dos Sciaenidae, que são colocados na ordem Acanthuriformes [en].

## Etimologia
O nome genérico do Leiostomus xanthurus, Leiostomus, significa “boca lisa” e refere-se à mandíbula inferior sem dentes. O nome específico xanthurus significa “cauda amarela” e é um nome errôneo, pois a cauda não é amarela, mas pode ter sido confundido com Bairdiella chrysoura [en].

## Descrição
O Leiostomus xanthurus é relativamente profundo e comprimido, com o dorso corcunda. A boca é quase horizontal e é equipada com faixas de dentes pequenos. Não há barbilho no queixo, mas há cinco poros ali, com mais poros no focinho, cinco nas laterais e cinco na frente. O ângulo superior do opérculo é incisado e a borda do pré-opérculo é lisa e não serrilhada. A nadadeira dorsal é profundamente incisada, a incisão separa a parte frontal espinhosa da nadadeira, com 11 espinhos, e a parte posterior de raios macios, que é sustentada por 29 a 35 raios macios. A nadadeira anal contém dois espinhos e 12 ou 13 raios moles, sendo que o segundo espinho tem metade do comprimento do primeiro raio mole. A nadadeira caudal é truncada, às vezes ligeiramente entalhada. Eles têm grandes escamas ctenóides, exceto as que ficam abaixo dos olhos e na parte inferior da cabeça, que são ciclóides. Uma ou duas fileiras de escamas correm ao longo da base da parte de raios macios da nadadeira dorsal. Essa espécie atinge um comprimento total máximo de 36 cm, embora 25 cm seja mais típico. A cor do corpo é cinza-azulada na parte superior do corpo, tornando-se amarela ou dourada na parte inferior. Nos peixes jovens, há uma série de barras escuras que correm diagonalmente do dorso até o meio dos flancos, que desaparecem à medida que o peixe envelhece. Há uma grande mancha preta no corpo acima da margem superior do opérculo.

## Distribuição e habitat
O Leiostomus xanthurus é nativo das regiões centro-oeste e noroeste do Oceano Atlântico. É encontrado ao longo do Golfo do México, ao longo da costa sul dos EUA, de Massachusetts até Campeche, no México. Normalmente, é encontrado em profundidades não superiores a 6 metros, mas pode ser encontrado em profundidades de até 50 metros. O Leiostomus xanthurus vive em águas salgadas, especialmente em águas salobras, principalmente em fundos marinhos arenosos e lamacentos. Vive nos estuários e baías até a primavera, quando migra para as águas mais profundas em que se reproduz. Durante o verão, ele se desloca para águas com salinidade mais alta e, em seguida, para o mar quando o outono começa e a água começa a esfriar.

## Dieta
O Leiostomus xanthurus é onívoro e se alimenta de invertebrados bentônicos, pequenos crustáceos e detritos de plantas e animais. Isso inclui poliquetas, vermes, peixes pequenos, plâncton pequeno e moluscos.

## Importância para os seres humanos
O Leiostomus xanthurus é um peixe muito importante tanto para a pesca desportiva quanto para a comercial. Em 2021, o desembarque total de Leiostomus xanthurus no setor do Atlântico Sul das águas dos EUA foi de 322 t, sendo 71% provenientes da pesca desportiva e 29% da pesca comercial. 64% dos desembarques comerciais foram feitos na Virgínia.

## Reprodução e estilo de vida
A desova ocorre no outono e no início do inverno. Ele se desloca de seu habitat típico de baía e estuário para uma área em alto-mar de águas mais profundas, onde podem ser depositados até 1,7 milhão de ovos. Os ovos são fertilizados externamente e empurrados de volta para a costa. As larvas crescem rapidamente nas águas mais quentes da costa e se deslocam para as baías e baixios costeiros durante o inverno.

## Gerenciamento
O Leiostomus xanthurus é protegido e monitorado pelo Chesapeake Bay Atlantic Croaker and Spot Fishery Management Plan de 1991. O plano de gerenciamento de pesca de 1987 da Atlantic States Marine Fisheries Commission tinha como objetivo principal reduzir o número de peixes filhotes capturados como fauna acompanhante pelos pescadores de camarão.
Pelo menos um projeto de aquacultura em Nova Jersey está tentando cultivar o Leiostomus xanthurus para potencial produção comercial.

## Na cultura
O North Carolina Spot Festival é realizado em Hampstead, Carolina do Norte, no último fim de semana de setembro.